# Medaile města Paříže
Medaile města Paříže (francouzsky Médaille de la Ville de Paris) je ocenění založené v roce 1911 v Paříži. Medaili uděluje pařížský starosta na návrh pařížské rady nebo spolků. Medaile má pět stupňů: bronzová, stříbrná, zlatá, pozlacená stříbrná a velká pozlacená stříbrná.

## Udílení
Medailí jsou odměňovány osoby, které dosáhly „pozoruhodného činu týkajícího se hlavního města“. Rovněž je systematicky udělována stoletým lidem v Paříži a párům, které oslavily výročí svatby zlaté (50 let), diamantové (60 let), platinové (70 let), nebeské (75 let) nebo multiplatinové (80 let). Rovněž ji Anne Hidalgová udělila například irským fanouškům za jejich chování během Eura 2016 na návrh Guye Druta, bývalého ministra mládeže a sportu a člena Mezinárodního olympijského výboru.